# Усть-Пышкец
Усть-Пышке́ц — деревня в Глазовском районе Удмуртии, в составе Верхнебогатырского сельского поселения.

## География
Улицы деревни:
- Улица Мира
- Парковая

## Население
| 2010 | 2012 |
| ---- | ---- |
| 43   | ↘42  |

Численность постоянного населения деревни составляет 54 человека (2007).